# Rasim Ljajić
Rasim Ljajić, cyr. Расим Љајић (ur. 28 stycznia 1964 w Novim Pazarze) – serbski polityk i dziennikarz, jeden z liderów politycznych serbskich Boszniaków i społeczności muzułmańskiej, przewodniczący Socjaldemokratycznej Partii Serbii, minister i wicepremier.

## Życiorys
Ukończył szkołę średnią w Novim Pazarze, następnie studia na wydziale medycyny Uniwersytetu w Sarajewie. Od 1989 do 2000 pracował jako dziennikarz w czasopismach „Muslimanski glas” i „Zeri”. W 1990 zaangażował się w działalność polityczną jako sekretarz generalny Partii Akcji Demokratycznej Sandżaku założonej przez Sulejmana Ugljanina. Po odejściu z tego ugrupowania stanął na czele Koalicji Sandżaku, przekształconej później w Demokratyczną Partię Sandżaku. W 2009 został przewodniczącym Socjaldemokratycznej Partii Serbii.
Po upadku Slobodana Miloševicia został w 2000 jugosłowiańskim ministrem ds. praw człowieka i mniejszości narodowych. W 2003 organizował koalicję wyborczą Razem na rzecz Tolerancji, która nie weszła do serbskiego parlamentu. W kolejnych wyborach do Zgromadzenia Narodowego Republiki Serbii współpracował z Partią Demokratyczną. W 2004 został przewodniczącym krajowej rady, a w 2006 koordynatorem ds. współpracy z Międzynarodowym Trybunałem Karnym dla byłej Jugosławii (do 2009).
15 maja 2007 został ministrem pracy i polityki społecznej w gabinecie Vojislava Koštunicy. Utrzymał to stanowisko w rządzie Mirka Cvetkovicia (do 27 lipca 2012). Od 21 lutego do 14 marca 2011 był również pełniącym obowiązki ministra zdrowia. Po wyborach w 2012 zerwał współpracę z Partią Demokratyczną, 27 lipca 2012 dołączył do rządu Ivicy Dačicia jako wicepremier oraz minister handlu krajowego i zagranicznego, telekomunikacji i społeczeństwa informacyjnego. 27 kwietnia 2014 ponownie objął stanowisko wicepremiera oraz ministra handlu, telekomunikacji i turystyki w nowo powołanym rządzie Aleksandara Vučicia.
W 2016 ponownie wybrany do Skupsztiny jako jeden z liderów bloku skupionego wokół Serbskiej Partii Postępowej. Pozostał na dotychczasowych stanowiskach rządowych w powołanym w sierpniu tegoż roku drugim gabinecie dotychczasowego premiera, a także w utworzonym w czerwcu 2017 rządzie Any Brnabić. Zakończył urzędowanie w październiku 2020.